# Casio PB-1000
Casio PB-1000 (PB-1000) је џепни рачунар, производ фирме Касио (Casio) који је почео да се израђује у Јапану током 1987. године.
Користио је 8-битни CMOS, Hitachi HD61700 као централни микропроцесор а RAM меморија рачунара PB-1000 је имала капацитет од 8 KB + опциона 32 KB RAM картица.

## Детаљни подаци
Детаљнији подаци о рачунару PB-1000 су дати у табели испод.
|                       | |
| [ 1 ]                 | |
| Произвођач            | Касио                                                                                                   |
| Тип                   | џепни рачунар                                                                                           |
| Меморија              | 8 + опциона 32 RAM картица                                                                              |
| Поријекло             | Јапан                                                                                                   |
| Година                | 1987 |
| Тастатура             | 64 калкулаторска тастера + 13 осјетљивих тастера + 16 монитор са текућим кристалом осјетљив на притисак |
| Процесор              | 8-битни                                                                                                 |
| Фреквенција процесора | 910 керамички резонатор                                                                                 |
| RAM                   | 8 + опциона 32 RAM картица                                                                              |
| ROM                   | 32 + 3 укључено у централни процесор                                                                    |
| Текст                 | 32 знакова. x 4 линија (32 x 8 виртуелни екран)                                                         |
| Графика               | 193 x 32 пиксела                                                                                        |
| Боја                  | монитор са текућим кристалом, сиви приказ                                                               |
| Звук                  | Buzzer                                                                                                  |
| Димензије             | 18,7 (ширина) x 9,7 (висина) x 2,4 (дубина) / 390 g са батеријама                                       |
| Портови               | |
| Оперативни систем     | |